# Óta Sinobu
Óta Sinobu (太田 忍; Hepburn: Ota Sinobu) (1993. december 28. –) japán kötöttfogású birkózó. A 2019-es birkózó-világbajnokságon aranyérmet szerzett kötöttfogásban, 63 kg-os súlycsoportban. A 2016. évi nyári olimpiai játékokon ezüstérmet szerzett 59 kg-ban.

## Sportpályafutása
A 2019-es birkózó-világbajnokságon a férfi kötöttfogású 63 kg-os súlycsoport döntőjében az orosz Sztyepan Mailovics Marjanyan volt az ellenfele. A mérkőzést a japán nyerte 10–4-re.